# Puttelange-aux-Lacs
Puttelange-aux-Lacs (deutsch Püttlingen (bei Saaralben), lothringisch Pittlinge) ist eine französische Kleinstadt mit 3058 Einwohnern (Stand 1. Januar 2022) im Département Moselle in der Region Grand Est (bis 2015 Lothringen). Sie gehört zum Arrondissement Sarreguemines und zum Gemeindeverband Sarreguemines Confluences.

## Geographie
Die Kleinstadt Puttelange-aux-Lacs liegt in Lothringen, etwa 62 Kilometer östlich von Metz, 17 Kilometer südlich von Forbach und neuneinhalb Kilometer nordwestlich von Sarralbe (deutsch Saaralben) sowie zehn Kilometer von Saargemünd und damit von der Grenze zum Saarland entfernt.
Charakteristisch für die unmittelbare Umgebung sind die zahlreichen Teiche, die durch Stau der Quellflüsse des Mutterbaches (Moderbach), einem Nebenfluss der Albe, angelegt wurden. Das umgebende Gelände ist leicht hügelig und fällt entlang des Mutterbachtales in Richtung Südosten sanft ab. Ein Viertel des knapp 17 km² großen Gemeindegebietes ist von Wald bedeckt.
Zur Gemeinde gehört der Ortsteil Dieffenbach-lès-Puttelange (Diefenbach bei Püttlingen).
Nachbargemeinden sind Loupershouse (Lupershausen), Guebenhouse (Gebenhausen), Ernestviller (Ernstweiler), Grundviller (Grundweiler), Rémering-lès-Puttelange (Remeringen), Saint-Jean-Rohrbach (Johannsrohrbach) und Hoste (Host).

## Geschichte
Im Jahr 1069 kommt der erste schriftliche Hinweis einer Siedlung namens Putilinga vor. Weitere ältere Ortsbezeichnungen sind unter anderem Putelenges (1135), Putlingen (1172), Putelinga (1209), Puttelingen, Puttzelingen (1224), Hessen-Puttelange (1232), Hesse-Putlingen (1410), Heseputtlingen (1460), Puttelinga (1544), Hessen-Puttlingen (1565), Puttelenges (1594), Pitlingen (17. Jh.) und Pittling (1645).
Im 12. Jahrhundert war das Dorf Hauptort einer Grafschaft, die vom Bistum Metz, einem Fürstbistum des Heiligen Römischen Reichs, abhängig war. Der Ort wurde mit Mauern und Gräben umgeben. Im Jahr 1135 war das Kloster Beaupré hier begütert, 1224 das Kloster Wadgassen; in den folgenden Jahrhunderten fanden zahlreiche Besitzerwechsel statt. Für 1274 ist Heinrich IV., Graf von Salm als Besitzer der Burg Püttlingen überliefert. 1409 schlossen Graf Johann III. von Salm und Graf Philipp I. von Nassau einen Burgfrieden über den gemeinsamen Besitz von Burg und Stadt Püttlingen. Die Ortschaft wurde erst 1801 von Frankreich annektiert.
1811 wurde der Ort Diefenbach-lès-Puttelange nach Puttelange eingemeindet.
Durch den Frankfurter Frieden vom 10. Mai 1871 kam die Region an das neu gebildete deutsche Reichsland Elsaß-Lothringen, und die Ortschaft wurde dem Kreis Forbach im  Bezirk Lothringen zugeordnet. Am Ort gab es eine Seiden- und Plüschefabrik.  Um 1900 hatte die Kleinstadt eine katholische Kirche, eine Synagoge, ein Schloss, eine Oberförsterei, eine große Seiden- und Plüschefabrik und Orgelbau.
Nach dem Ersten Weltkrieg musste die Region aufgrund der Bestimmungen des Versailler Vertrags 1919 an Frankreich abgetreten werden und wurde Teil des Département Moselle. Im Zweiten Weltkrieg war die Region von der deutschen Wehrmacht besetzt. Die Synagoge von Puttelange wurde zerstört. Puttelange lag an der Maginot-Linie. 1944 wurden große Teile der Stadt und mit ihr die Reste der Burg zerstört.
Bis 1971 hieß die Gemeinde Puttelange-lès-Farschviller.
Siehe auch: Jüdische Gemeinde Puttelange-aux-Lacs

### Demographie
Im Jahr 1871 hatte der Ort eine Gemarkungsfläche von 1335 Hektar, 412 Häuser, 585 Familien und 2296 meist römisch-katholische Einwohner, unter denen sich 29 Evangelische und 211 Juden befanden. Im Jahr 1910 wurden 1718 Einwohner gezählt.
| Jahr      | 1962 | 1968 | 1975 | 1982 | 1990 | 1999 | 2006 | 2014 | 2021 |
| Einwohner | 2013 | 2642 | 2802 | 3016 | 2979 | 3103 | 3171 | 3080 | 3051 |

Im Jahr 2006 wurde mit 3171 Bewohnern die bisher höchste Einwohnerzahl ermittelt. Die Zahlen basieren auf den Daten von cassini.ehess und INSEE.

## Wappen
Auf dem 1911 geschaffenen Gemeindewappen sind die Symbole der Herrschaft Salm überliefert.

## Sehenswürdigkeiten
- Kirche St. Peter (Saint-Pierre) aus dem Jahr 1760
- Friedhofskapelle Heiligkreuz (Sainte-Croix) aus dem Jahr 1550
- Kirche St. Lukas (Saint-Luc-Évangéliste) im Ortsteil Dieffenbach-lès-Puttelange
- Israelischer Friedhof

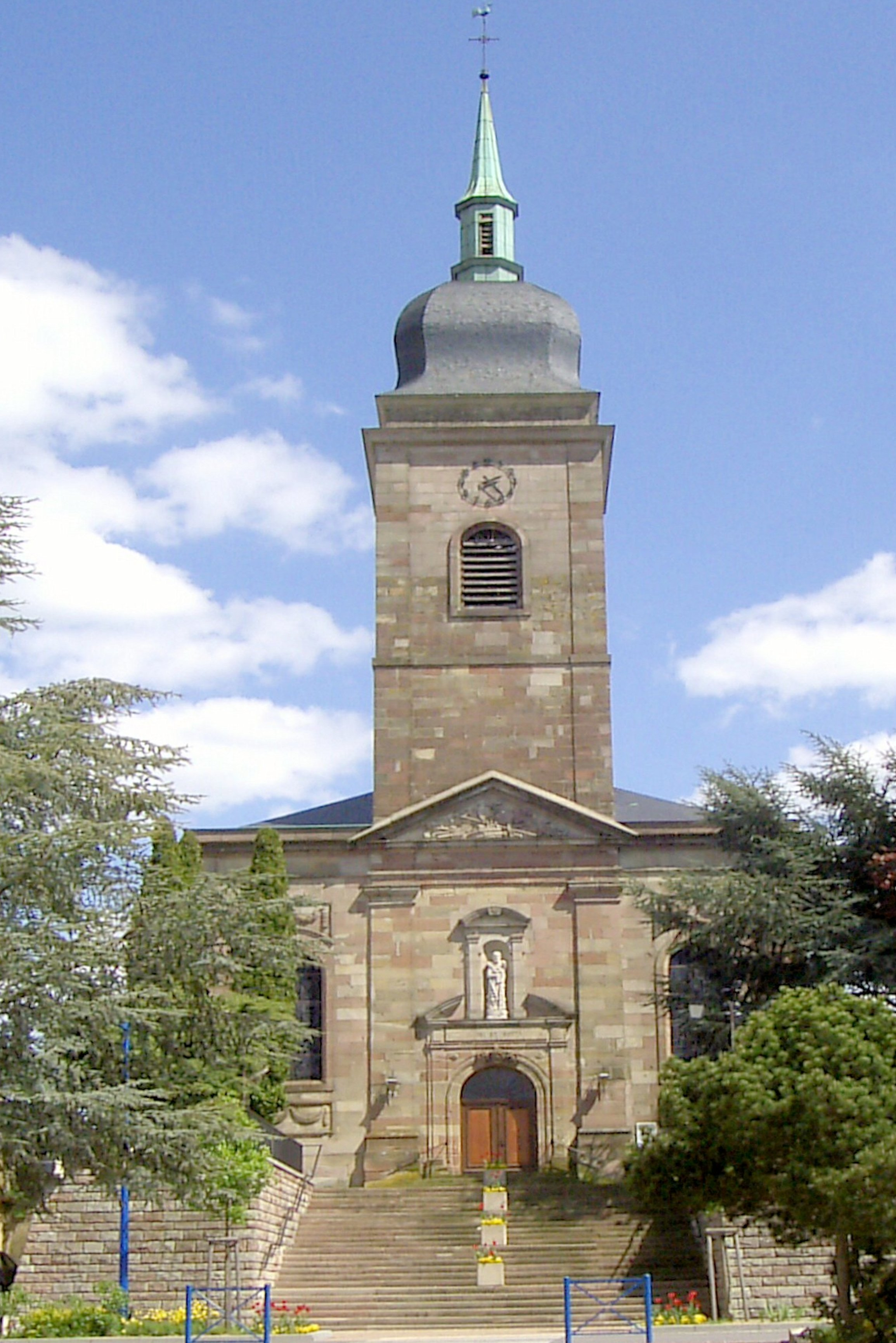
Kirche St. Peter
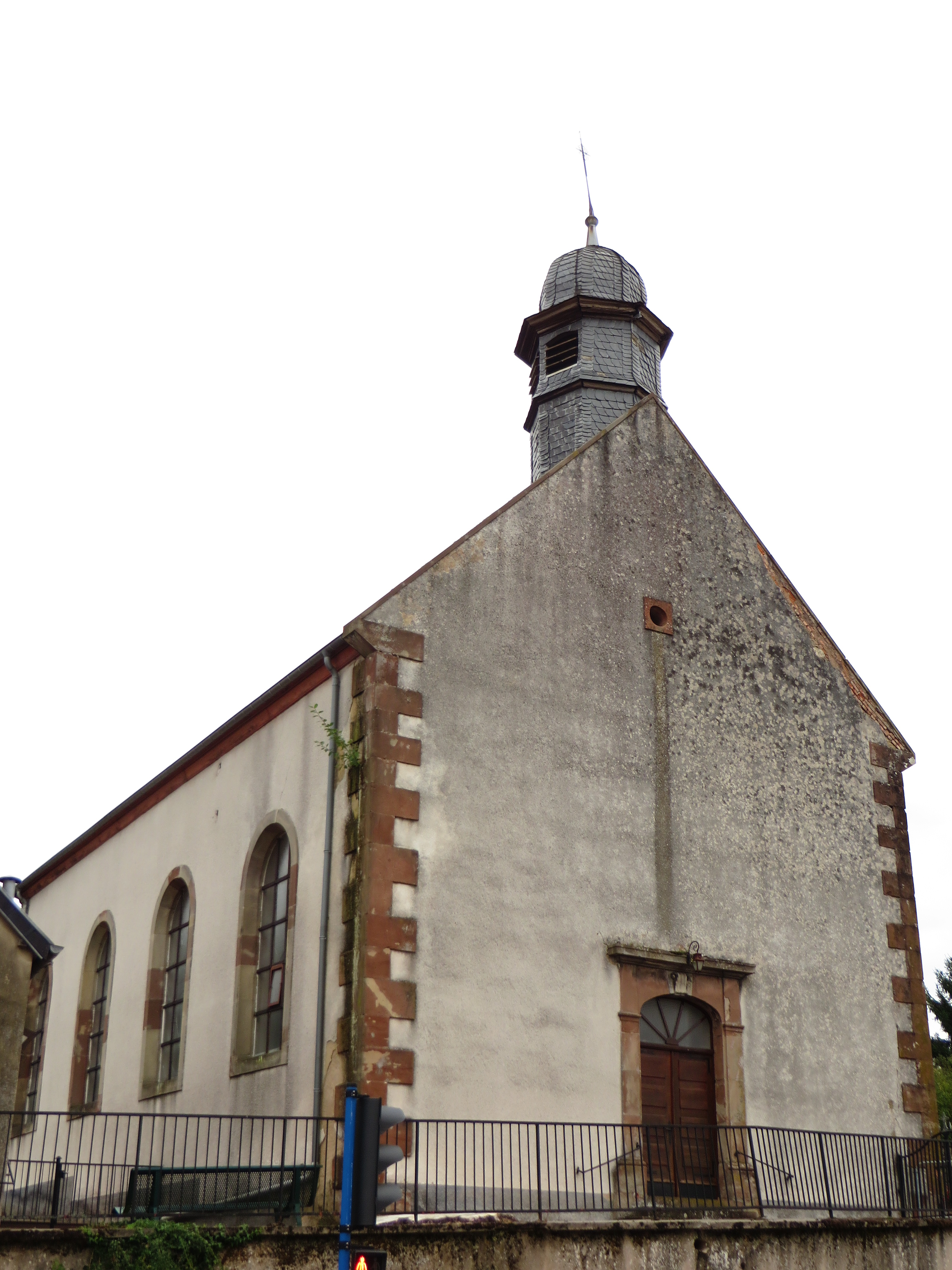
Friedhofskapelle Heiligkreuz
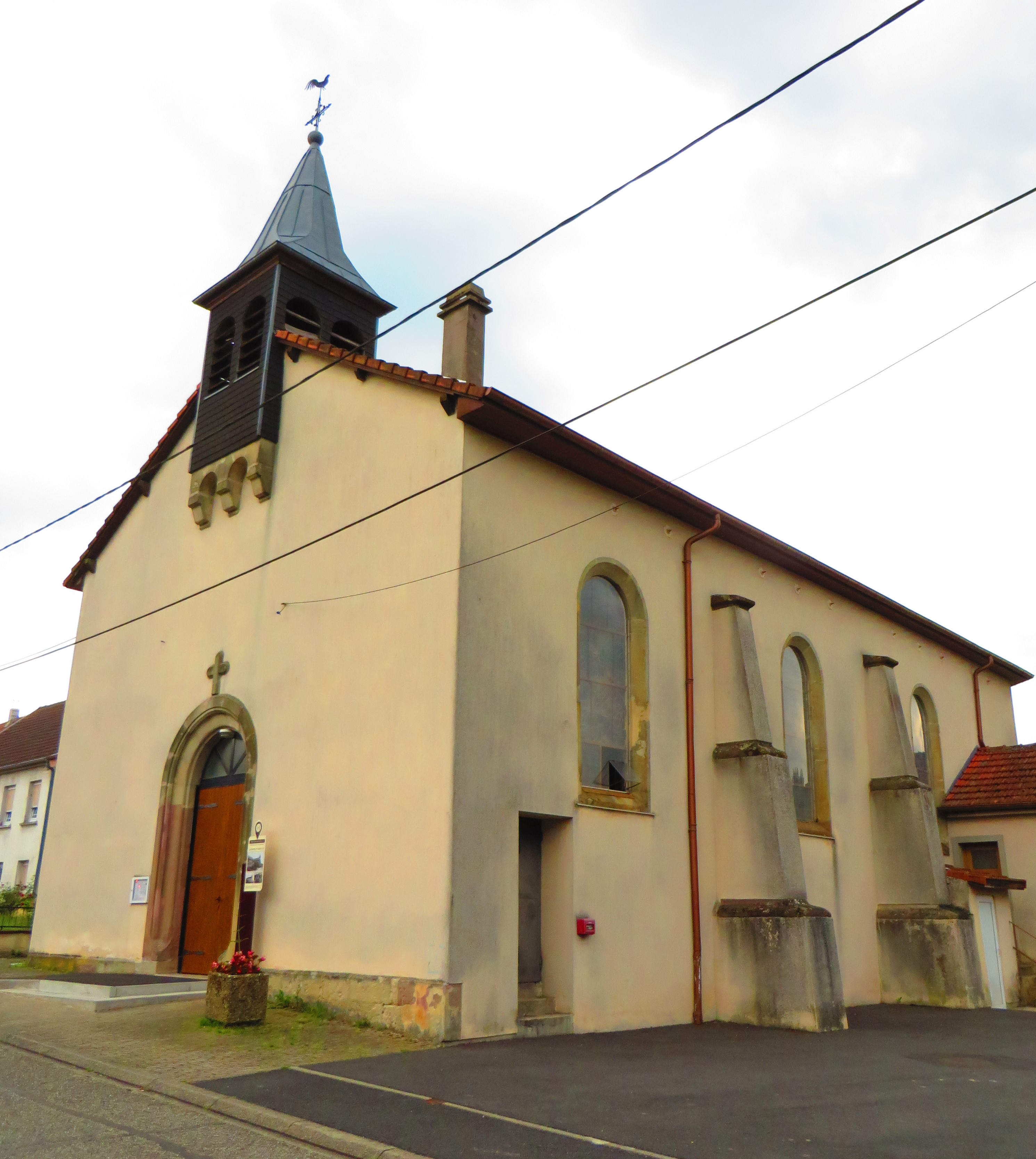
Kirche St. Lukas
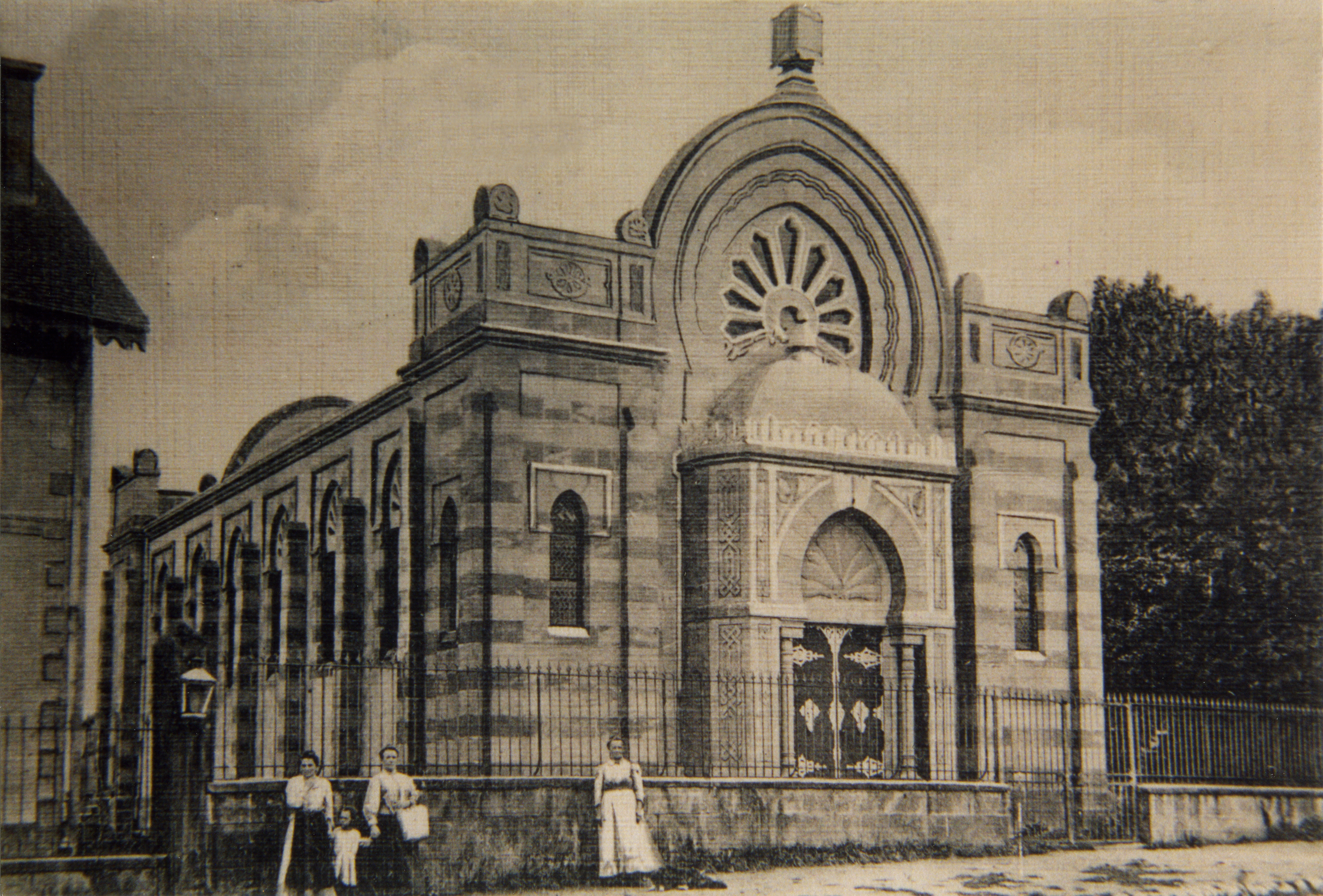
Ehemalige Synagoge (Aufnahme von 1903)
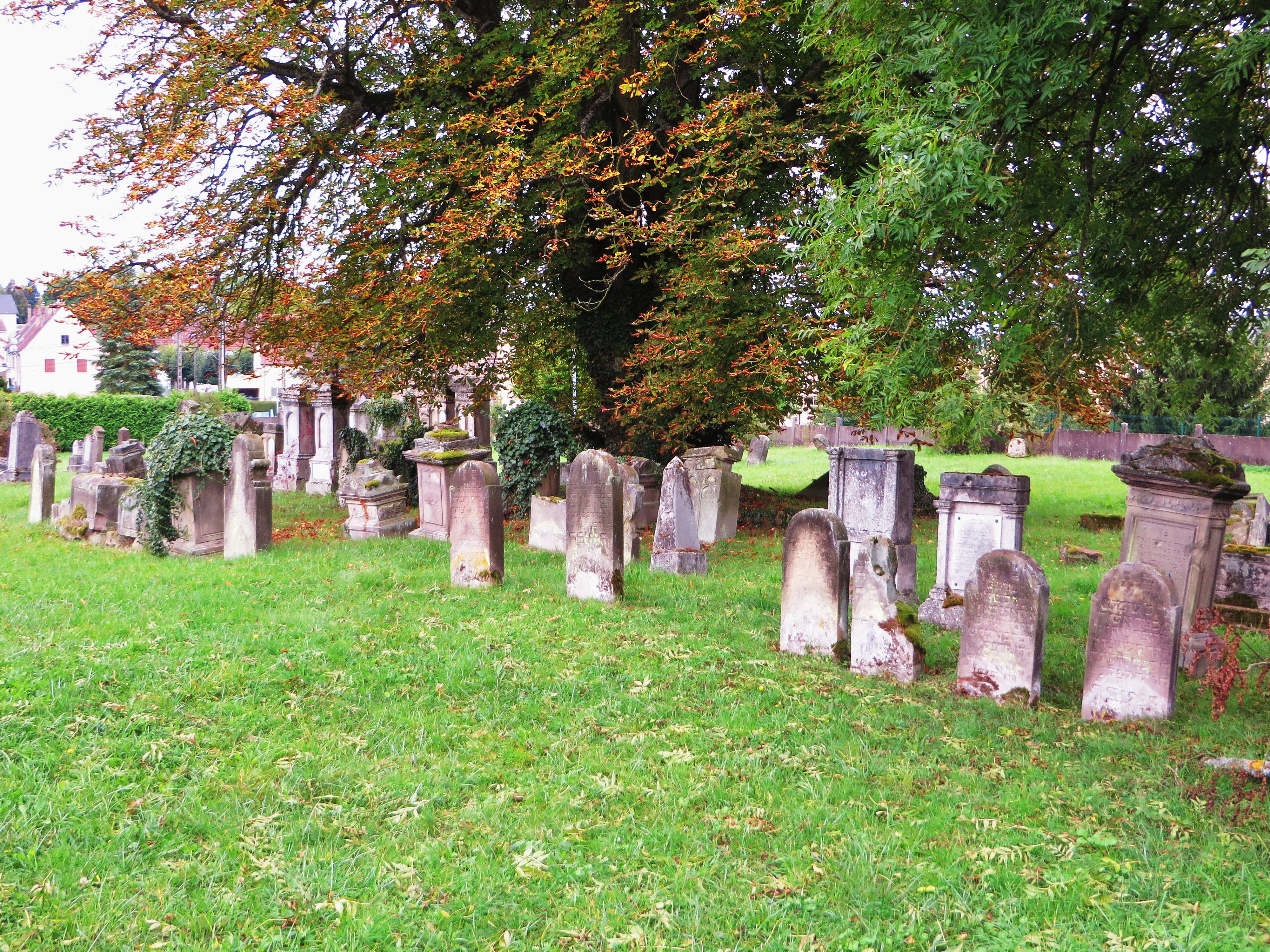
Israelitischer Friedhof

## Wirtschaft und Infrastruktur
In der Gemeinde sind 13 Landwirtschaftsbetriebe ansässig (Getreideanbau, Fischzucht). Darüber hinaus gibt es kleine Handwerks- und Dienstleistungsunternehmen. Durch die günstige Lage zwischen den Industriegebieten in Saargemünd, Sarralbe (Saaralben) und Freyming-Merlebach (Freimengen-Merlenbach) pendeln zahlreiche Einwohner der Stadt zu ihren Arbeitsplätzen.
Im Ort kreuzen sich die Nationalstraßen 56 (Saint-Avold – Sarralbe) und 74 (Nancy – Saargemünd). Die Stadt hat außerdem einen direkten Anschluss an die Autobahn Paris – Straßburg, allerdings nur aus und in Richtung Westen. Der nächste Bahnhof befindet sich im vier Kilometer nördlich gelegenen Loupershouse an der Bahnlinie Béning – Saargemünd – Bitche.

### Tourismus
Auf der Gemarkung befinden sich mit dem Étang de Diefenbach (Diefenbacher Weiher) und dem Étang de Welschhof (Weiher von Welschhof) zwei der größeren Stauseen (jeweils über 20 ha). Sie wurden als Teil der Maginot-Linie angelegt, sind inzwischen für den Tourismus (Campingplatz) und die Naherholung erschlossen und werden insbesondere von Anglern und Wassersportlern häufig aufgesucht.
Das alljährliche Stadtfest findet am 1. Sonntag nach dem 17. Oktober statt.

## Persönlichkeiten
- Johann Nikolaus Weislinger (* 1691 in Puttelange; † 1755 in Kappelrodeck), römisch-katholischer Pfarrer und Kontroverstheologe
- Jules Wolff (* 1862 in Puttelange; † 1955 in La Chaux-de-Fonds), Rabbiner und Hochschuldozent in der Schweiz

## Belege
1. ↑  Max Besler: Die Ortsnamen des lothringischen Kreises Forbach, Abhandlung zum Jahresberichte des Progymnasiums zu Forbach i. Lothr., Prog. No. 477, Buchdruckerei Robert Hupfer, Forbach 1888, S. 32 (books.google.de).
2. 1 2 3 4  Eugen H. Th. Huhn: Deutsch-Lothringen. Landes-, Volks- und Ortskunde, Stuttgart 1875, S. 393 (books.google.de).
3. ↑  Diffenbach auf cassini.ehess.fr
4. ↑  Lexikoneintrag zu Püttlingen, in: Meyers Großes Konversations-Lexikon, 6. Auflage, Band 16, Leipzig/Wien 1908, S. 470, Ziffer 2) (Zeno.org).
5. ↑  Ortsname auf cassini.ehess.fr
6. ↑  Georg Lang: Der Regierungs-Bezirk Lothringen. Statistisch-topographisches Handbuch, Verwaltungs-Schematismus und Adressbuch, Metz 1874, S. 140 (books.google.de).
7. ↑  Puttelange-aux-Lacs auf cassini.ehess
8. ↑  Puttelange-aux-Lacs auf INSEE
9. ↑  Wappenbeschreibung auf genealogie-lorraine.fr (französisch)
10. ↑  Landwirtschaftsbetriebe auf annuaire-mairie.fr (französisch)